# Tibetaanse podiumkunst

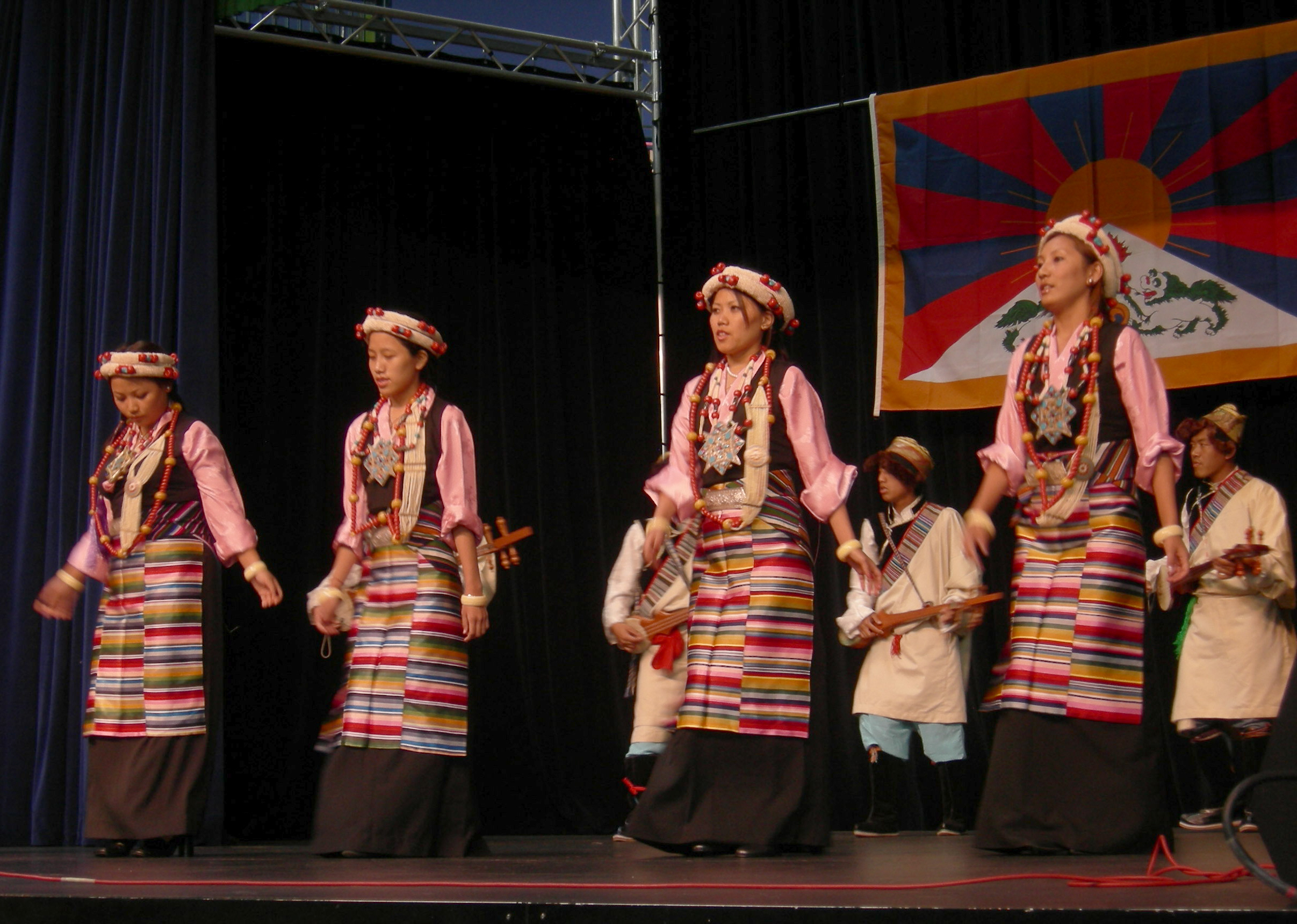
Optreden van Tibetaanse dans- en muziekgroep in Seattle

Tot de Tibetaanse podiumkunst behoort voornamelijk toneel, muziekoptredens en lhamo, de traditionele Tibetaanse operastijl.
Op Tibetaanse podia wordt toneel voornamelijk opgevoerd op een houten podium. Dans, chant en muziek wordt vaak opgevoerd in combinatie met gekleurde maskers, waarmee soms een karakter wordt uitgebeeld. Hierbij symboliseert de kleur rood een koning en geel een godheid of lama. Een optreden begint vaak met een zuivering en zegening van het podium. Een verteller zingt dan een samenvatting van een verhaal, waarna vervolgens het optreden begint. Een ander ritueel van zegening wordt uitgevoerd aan het eind van het optreden.
De Tibetaanse opera werd opgericht in de 14e eeuw door Thangtong Gyalpo, een lama en bruggenbouwer. Gyalpo rekruteerde zeven meisjes en organiseerde het eerste optreden om fondsen te werven om bruggen te bouwen die moesten zorgen voor betere verbindingen in het Tibet. De traditie zette zich voort en lhamo wordt nog steeds gehouden op feestelijke gebeurtenissen zoals het Linka en Shoton festival.
Buiten de Tibetaanse Autonome Regio worden de podiumkunsten vooral bevorderd door het Tibetaans Instituut voor Podiumkunsten die gespecialiseerd is in de traditionele operastijl lhamo. Lhamo is een combinatie van dans, chant en dansmuziek zoals toeshey en nangma. Nangma is tegenwoordig nog steeds populair in karaokebars in Lhasa. Het instituut werd in verbanning opgericht door dalai lama Tenzin Gyatso, in McLeod Ganj, nabij Dharamsala, India in augustus 1959 en is gericht is op de bevordering en instandhouding van Tibetaanse podiumkunsten en Tibet's artistieke nalatenschap.